# Jan Paulsen
Jan Paulsen (Ålborg, 12 de febrero de 1967) es un deportista danés que compitió en bádminton, en las modalidades de dobles y dobles mixto.
Ganó cuatro medallas en el Campeonato Europeo de Bádminton entre los años 1988 y 1992. Participó en los Juegos Olímpicos de Barcelona 1992, ocupando el quinto lugar en la prueba de dobles.

## Palmarés internacional
| Campeonato Europeo | Campeonato Europeo     | Campeonato Europeo | Campeonato Europeo |
| Año                | Lugar                  | Medalla            | Prueba             |
| ------------------ | ---------------------- | ------------------ | ------------------ |
| 1988               | Kristiansand (Noruega) | Medalla de plata   | Dobles             |
| 1990               | Moscú (URSS)           | Medalla de oro     | Dobles             |
| 1990               | Moscú (URSS)           | Medalla de bronce  | Dobles mixto       |
| 1992               | Glasgow (Reino Unido)  | Medalla de plata   | Dobles             |